# ميامي فايس (لعبة فيديو 1986)
ميامي فايس (بالإنجليزية: Miami vice)‏ 
هي لعبة فيديو من نوع أكشن تم إصدارها بواسطة كانفاس
ونشرت من قبل شركة أوكين سوفت وير، كان إصدارها الأول في 
المملكة المتحدة لأنظمة أمستراد س ب س وكومودور 64 و zx-spectrum
في 1986، تم إصدارها لاحقاً في ألمانيا وإيطاليا لنظام كومودور 64 في 1989.
اللعبة مأخوذه في الاصل من المسلسل تلفزيوني ميامي فايس، الشخصيتين الرئيسيتين في المسلسل هما جيمس سوني كروكيت وريكاردو تابس.

## وصلات خارجية
- ميامي فايس على موقع غيم سبوت